# Олімпік-Веллі
Олімпік-Веллі (англ. Olympic Valley) — неінкорпорована територія в штаті Каліфорнія, США, лижний курорт, на якому відбулися зимові Олімпійські ігри 1960 року.

## Історія
У середині XIX століття Олімпік-Веллі було гірняцьким містечком із найбільшим видобутком у районі озера Тахо. Але до 1863-64 років руда закінчилася, й гірняки розбіглися на інші копальні.
1942 року Вейн Поулсен, колишня зірка гірськолижного спорту з Університету Невади придбав 2000 акрів землі у долині. У 1946 він зустрівся з Алексом Кушінгом, юристом із Гарварда, в якого були потрібні політичні зв'язки й доступ до капіталу, щоб домогтися відкриття лижного курорту. Незабаром після відкриття курорту Поулсен і Кушінг посварилися щодо його майбутнього, і врешті-решт Лижна корпорація Скво-Веллі опинилася в руках Кушінга. 1955 року Кушінг поїхав у Європу й переконав МОК віддати Олімпіаду 1960 Олімпік-Веллі. Ці ігри були першими, на яких велася пряма телетрансляція.
Лижний курорт і досі залишається основною принадою долини, але робляться зусилля, щоб привабити туристів цілий рік.
| США | Це незавершена стаття з географії США. Ви можете допомогти проєкту, виправивши або дописавши її. |